# وسایل آشپزخانه

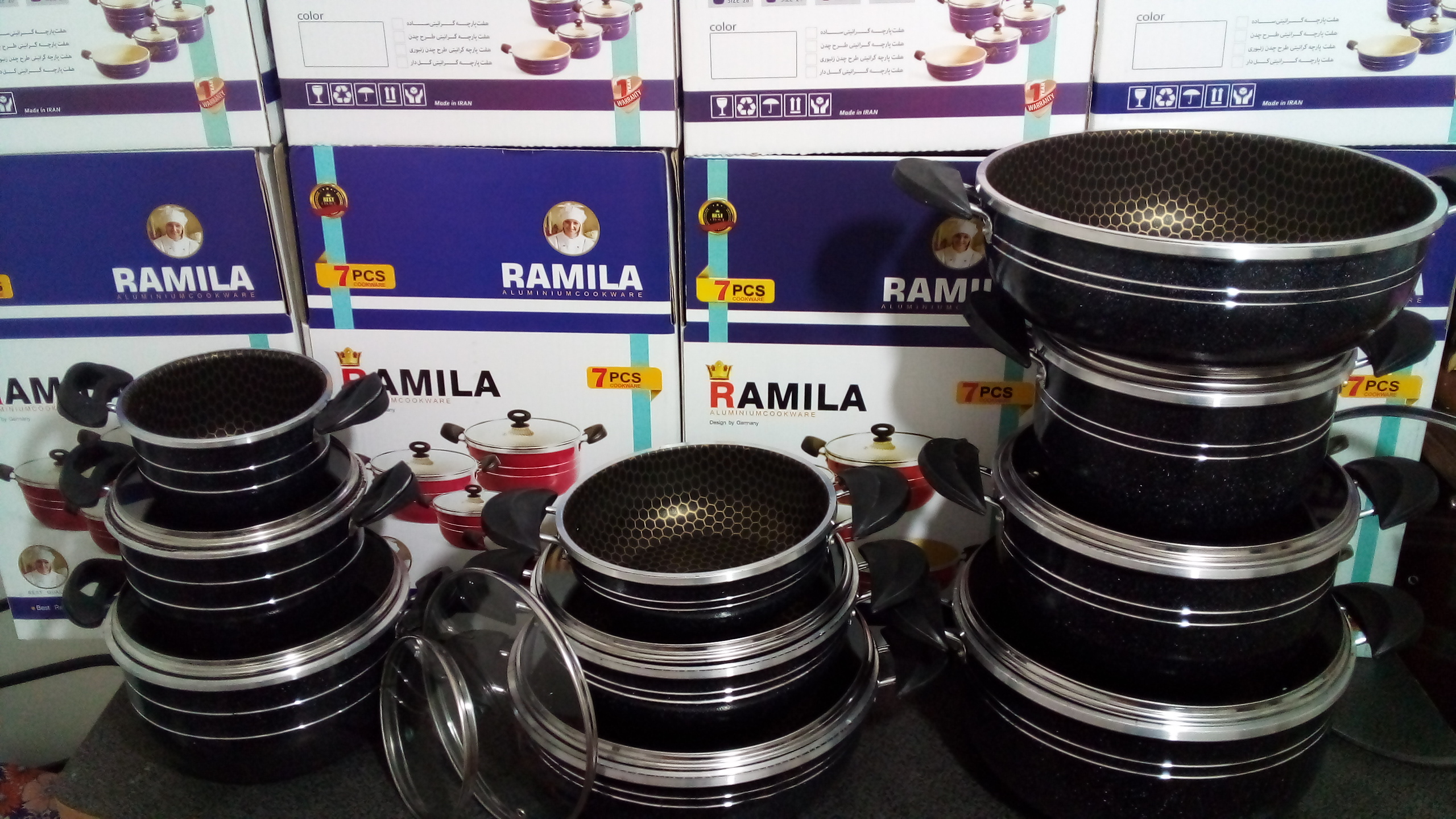
تعدادی از ظروف آشپزی

وسایل آشپزخانه ابزارهایی هستند که با یاری آنها مواد خوردنی را می‌توان به گونه‌ای غذا تبدیل کرده و آماده خوردن کرد. همچنین می‌توان از ظروف آشپزخانه برای نگهداری یا نگهداری مواد غذایی قبل یا بعد از آماده‌سازی استفاده کرد.
این ابزارها را می‌توان به دسته‌های گوناگونی بخش کرد:
- ابزار آشپزی
- لوازم آشپزخانه
- اثاثیه آشپزخانه
- ظروف آشپزخانه
- ابزار پذیرایی
- منسوجات آشپزخانه
- ابزار نظافت

البته این لوازم و ظروف و وسایل به دو گروه خانگی و صنعتی تقسیم می‌شوند.

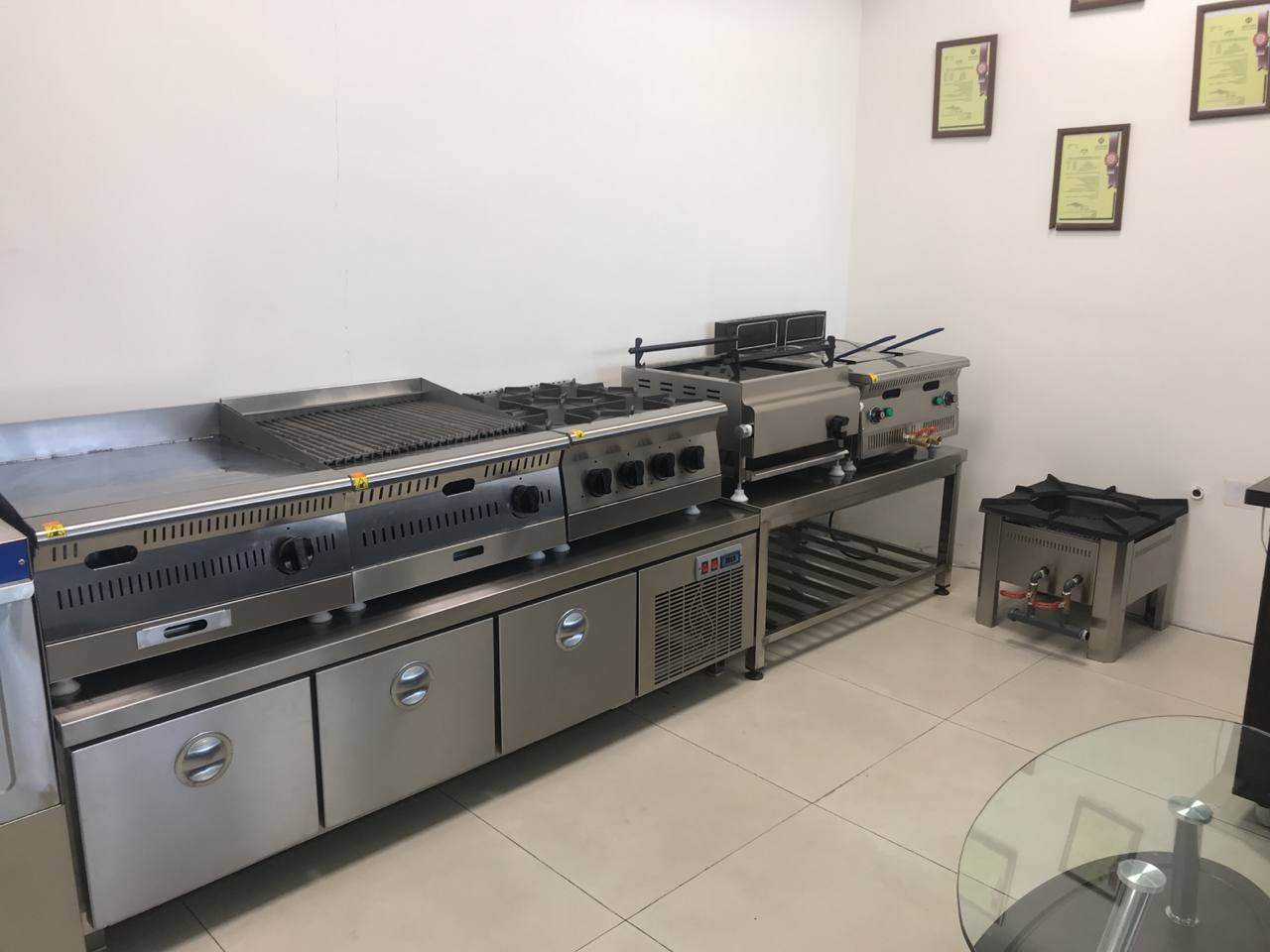
تجهیزات آشپزخانه صنعتی و رستوران

وسایل آشپزخانه صنعتی به تجهیزاتی گفته می‌شود که در رستوران‌ها و آشپزخانه‌های بزرگ، ادارات و هتل هتل‌ها از آنها استفاده می‌شود و به واسطه این تجهیزات تعداد زیادی غذا برای افراد سرو می‌شود.
تجهیزات آشپزخانه صنعتی عمدتا از استیل 304 ضد زنگ ساخته می شوند و به دسته های زیر تقسیم بندی می شوند:
- تجهیزات آماده سازی غذا
- تجهیزات انبار
- تجهیزات سرمایشی
- تجهیزات نظافتی
- تجهیزات سرو غذا
- تجهیزات کافه
- ماشین آلات آشپزخانه

## ابزار آشپزی
ابزار آشپزی شامل گستره وسیعی از ابزاری است که برای آماده‌سازی و پخت غذا مورد استفاده قرار می‌گیرد

## لوازم آشپزخانه
لوازم آشپزخانه گروهی از لوازم خانگی ویژه آشپزخانه هستند که معمولاً با برق کار می‌کنند، این لوازم به سه گروه کلی لوازم خانگی کوچک لوازم خانگی اصلی و لوازم برقی مصرفی تقسیم می‌شوند.
- آبمیوه‌گیری
- آرام‌پز
- آسیاب برقی
- اجاق گاز
- باربیکیو
- پلوپز
- توستر
- زودپز
- کتری برقی
- کباب پز
- مخلوط‌کن
- چرخ گوشت
- فر موج‌پز
- فریزر
- هود[۶]
- یخچال

## اثاثیه آشپزخانه
اثاثیه یا اثاث آشپزخانه به مبلمان به کار رفته در آشپزخانه گفته می‌شود. اثاثیه آشپزخانه را می‌توان به گروه‌های زیر تقسیم کرد:
- کابینت آشپزخانه
- مبلمان مانند میز و صندلی ناهارخوری، صندلی بوفه و …
- چراغ
- اکسسوری مانند ساعت و گلدان و …
- ظرفشویی

## ظروف آشپزخانه
ظروف به مجموعه بزرگی از ابزارهای حمل، نگهداری یا پخت غذا گفته می‌شود که فضایی برای ذخیره مواد غذایی جامد و مایع دارند. ظروف را می‌توان به دو گروه اصلی زیر تقسیم کرد:
- ظروف پخت و پز
- ظروف حمل و نگهداری

- دیگ
- تابه
- قابلمه
- کاسه
- کتری
- مشک

## ابزار و سرویس پذیرایی
ابزار پذیرایی یا سرو غذا به کلیه ابزاری گفته می‌شود که غذای آماده شده به کمک آن‌ها ارائه شده و خورده می‌شود. بخشی از ابزارهای پخت می‌توانند در پذیرایی هم استفاده شوند اما به‌طور کلی انواع بشقاب، قاشق و چنگال یا چاپ استیک، لیوان‌ها و جام‌ها و انواع ظروف دردار، بدون در یا دارای گرم کن برای پذیرایی استفاده می‌شوند.
- بشقاب
- کاسه
- لیوان
- جام
- قاشق
- چوب غذاخوری
- چاقو
- چنگال

## منسوجات آشپزخانه
منسوجات آشپزخانه به مصنوعات پارچه‌ای مورد استفاده در آشپزخانه گفته می‌شود. منسوجات آشپزخانه می‌تواند شامل انواع پیش‌بند، سربند، دستمال سفره و میز، دستگیره آشپزخانه و پارچه‌های مورد استفاده در نظافت، باشد.

## ابزار نظافت
ابزار نظافت شامل ابزاری است که برای شستشو و نظافت فضای کلی آشپزخانه و تمامی ابزار مورد استفاده در آن به کار می‌رود. مواد ضدعفونی کننده، ابزارهای شستشو ظرف و سطوح، تجهیزات خشک‌کننده و آب‌چکان ظروف، از این گروه وسایل هستند.